# وست کوست کاونسیل
وست کوست کاونسیل (به انگلیسی: West Coast Council) یک منطقهٔ مسکونی در استرالیا است که در تاسمانی واقع شده‌است.